# Alexandra Kunová

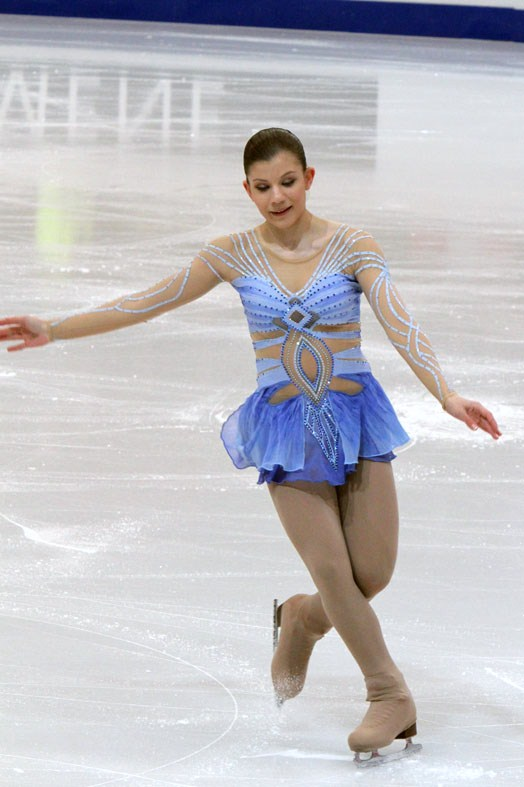
Alexandra Kunová bei den Europameisterschaften 2011

Alexandra Kunová (* 1. November 1992 in Bratislava, Tschechoslowakei) ist eine ehemalige slowakische Eiskunstläuferin.

## Karriere
Nachdem sie 2009 und 2010 jeweils den zweiten Platz bei den slowakischen Meisterschaften belegt hatte, startete sie 2010 bei den Juniorenweltmeisterschaften im niederländischen Den Haag und belegte nach dem Kurzprogramm mit 38,62 Punkten den 31. Platz, wo durch sie die Qualifikation für die Kür verpasste. Im darauffolgenden Jahr konnte sich Alexandra Kunová zum ersten und einzigen Mal den slowakischen Meistertitel sichern und wurde in der Folge für die Europameisterschaften 2011 im schweizerischen Bern nominiert. Sie konnte dort für die Kür qualifizieren und erreichte im Wettkampf insgesamt eine Punktzahl von 105,86 Punkten, mit welcher sie den Wettbewerb auf dem 24. Platz beendete. Bei den Weltmeisterschaften 2012 startete sie in der Qualifikation und belegte dort mit 61,09 Punkten den 26. Platz, wodurch sie den Hauptwettbewerb verpasste. Im darauffolgenden Jahr ging sie bei der Winter-Universiade 2013 im slowenischen Maribor an den Start und belegte dort den 14. Platz.
Im Jahr 2014 ging sie im kroatischen Zagreb bei der Veranstaltung Golden Spin of Zagreb an den Start und konnte dort mit 42,89 Punkte ihr bestes Kurzprogramm der Karriere und mit 77,89 Punkten ihre beste Kür der Karriere zeigen. Schlussendlich belegte sie 120,78 Punkten den 16. Platz. Im darauffolgenden Jahr nahm sie erneut an einer Winter-Universiade teil. Während ein Teil der Winter-Universiade 2015 in der Heimat von Alexandra Kunová ausgetragen wurde, fanden die Eiskunstlaufwettbewerbe in spanischen Granada statt und dort belegte sie den 19. Platz. Danach beendete sie ihre Karriere als Eiskunstläuferin.